# Szép Tibor

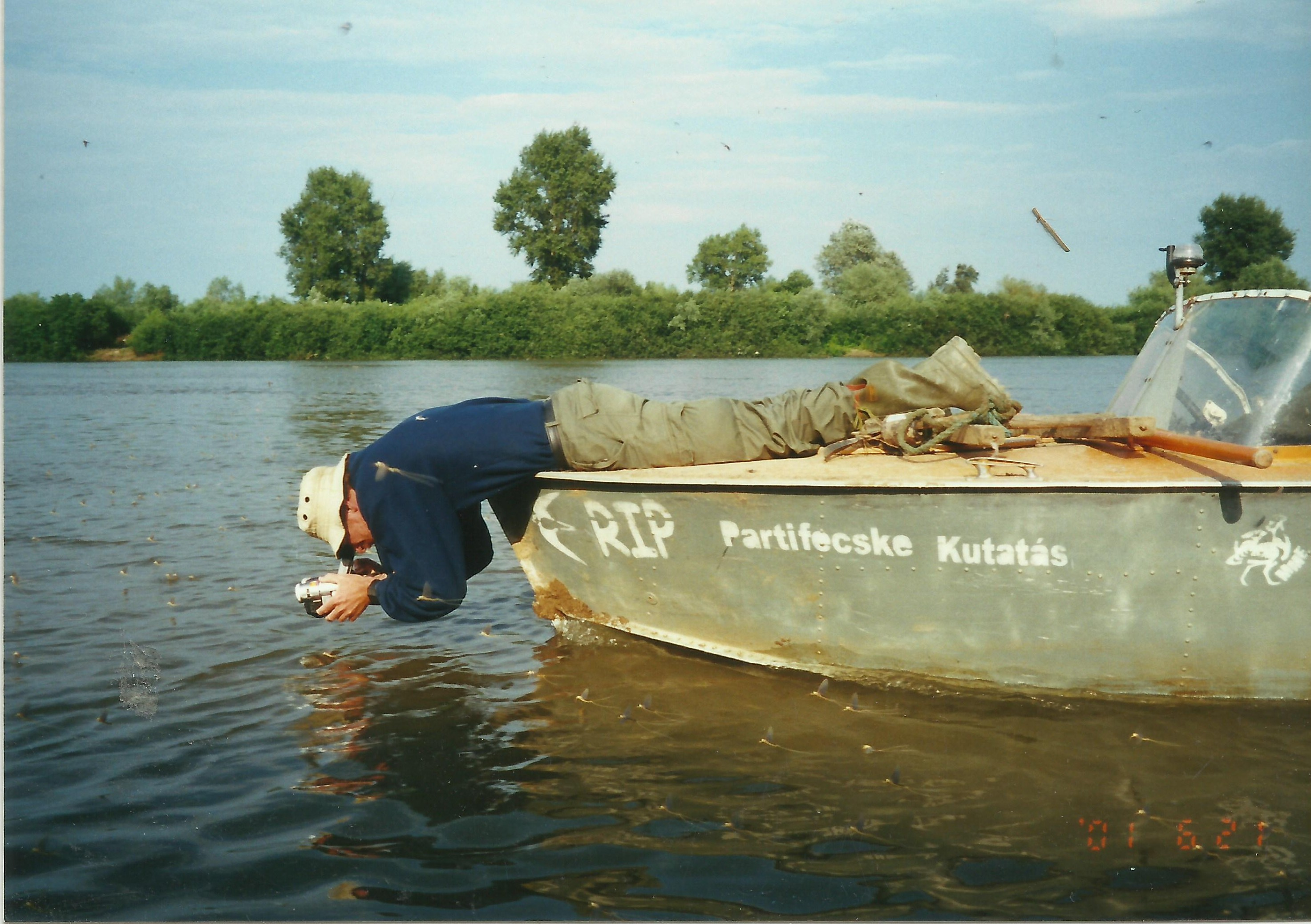
Dr. Szép Tibor tiszavirágzást videóz motorcsónakról, Rakamaz térségében, a Tisza jobb partjánál

Szép Tibor (Nyíregyháza, 1962. január 20.– ) magyar ornitológus, egyetemi tanár. Az 1980-as évek eleje óta, több mint három évtizede foglalkozik az északkelet-magyarországi és a tiszai partifecske-állomány kutatásával, emellett részt vesz több más – főként hazai madárfajok állományának monitoringjával kapcsolatos – kutatási programban is. A nevéhez fűződik a hazai madárgyűrűzési adatbank digitalizálása kapcsán az első szoftver és az azóta is használt hazai kódrendszer kidolgozása.

## Élete
Szülővárosában végezte általános, majd középiskolai tanulmányait is. Nyarait szülei császárszállási hétvégi házában és annak környezetében töltötte, ahol hamar rácsodálkozott a természetre és egyre több ismeretet szerzett róla. Legány András hatására fordult az érdeklődése igazán a madártan felé, már az 1970-es évek végétől kezdve egyre többet járt madárgyűrűző táborokba, állományfelmérésekre, terepi kirándulásokra.
A nyíregyházi Zrínyi Ilona Gimnáziumban tett érettségije után a debreceni Kossuth Lajos Tudományegyetemre jelentkezett, ahol 1986-ban biológus diplomát szerzett. Végzése után egy évet töltött a Debreceni Agrártudományi Egyetemen, majd 1987-ben a Magyar Madártani és Természetvédelmi Egyesületnél kapott állást, ahol a Magyar Madárgyűrűzési Központ tudományos munkatársa lett, Büki József mellett, fő feladata a hazai madárgyűrűzési adatbázis digitalizálása és fejlesztése volt. Közben 1986-tól szervezett formában kezdte el az északkelet-magyarországi és a tiszai partifecskék tudományos kutatását, a Magyar Madártani és Természetvédelmi Egyesület 36. számú Nyíregyházi Helyi Csoportjának tagjai, később főiskolai tanítványai és más önkéntesek segítségével, kutatási programja az Actio Hungarica nevű madárgyűrűzési program nyomán, a partifecske tudományos neve után az Actio Riparia (vagy magyaros írásmóddal Akció Riparia) nevet kapta.
1990-ben megszerezte egyetemi doktorátusi tudományos fokozatát is a Kossuth Lajos Tudományegyetemen, értekezésének címe Partifecske telepes fészkelése, különös tekintettel az információcentrum-hipotézisre volt. 1996-ban megszerezte a biológia tudományok kandidátusi fokozatát is, megvédve a Partifecske telepes fészkelése, kérdések és lehetőségek című disszertációját. 2009-ben szerezte meg a Magyar Tudományos Akadémia doktori fokozatát, megvédve Madarak monitorozása: Ökológiai és evolúciós folyamatok feltárásának lehetőségei című disszertációját.
Közben, 1994 decemberében a nyíregyházi Bessenyei György Tanárképző Főiskola, majd a 2000-es integráció után a Nyíregyházi Főiskola (2016 óta Nyíregyházi Egyetem) Környezettudományi Intézetében kezdett dolgozni főiskolai tanárként, 2011-ben egyetemi tanári címet is szerzett. Számos magyarországi és nemzetközi tudományos szervezet munkájában vesz részt; tagja az egyik legrangosabb nemzetközi ökológus szervezetnek, a British Ecological Society-nek is. Rendes taggá választották az MTA Ökológiai Bizottságában, 1995-2016 között a Magyar Madártani és Természetvédelmi Egyesület elnökségének volt a tagja.

## Tudományos munkássága
Tudományos publikációinak legnagyobb hányada a partifecskék kutatásával kapcsolatos, e faj kelet-magyarországi, főleg felső-Tisza-vidéki és nyírségi állományait már az 1980-as évek eleje óta folyamatosan kutatja tanítványaival, illetve a Magyar Madártani és Természetvédelmi Egyesület 36. számú Nyíregyházi Helyi Csoportjának munkatársaival. Ő hozta létre az 1980-as évek végén a magyar madárgyűrűzési adatbankot, Közép- és Kelet-Európa első olyan nyilvános számítógépes adatbankjaként, amely vadon élő állatok adatait tartja nyilván; nevéhez fűződik az adatbank első, 1986-tól két évtizeden át használt szoftverének (Proring) és az azóta is alkalmazott hazai kódrendszerének (HURING) kidolgozása.
Térségünkben elsőként használt meteorológiai radart a madárvonulás-kutatásban és irányításával kezdődött a hazai madárfajok országos monitorozása. Ez utóbbi program, a Mindennapi Madaraink Monitoringja (MMM) keretében 1999 óta zajlik felmérő munka az ország teljes területén nemzetközi standardok alapján, ezernél több önkéntes felmérő közreműködésével, ez térségünk talán legjelentősebb, vadon élő fajok állományváltozását folyamatosan monitorozó munkája és adatbázisa.
Legújabb különleges kutatási programjában, amit a Magyar Madártani és Természetvédelmi Egyesület és a Svájci Madártani Intézet munkatársai alkotta kutatócsoport vezetőjeként irányít, a világon elsőként alkalmazott sikeresen kis tömegű, mindössze 0,6 grammos geolokátort molnárfecskék és partifecskék pontos vonulási útvonalának és telelési területének megismerésére. A program keretében 80 parti- és 50 molnárfecske hátára kis „hátizsákként” erősítették fel a kis szerkezetet, amely 5 percenként rögzítette az eszközt ért fény mennyiségét és azt eltárolta egy memóriában. A Szabolcs és Gávavencsellő, illetve Nagyhalász térségében megjelölt madarak közül tízet sikerült visszafogni az Afrikából való visszatérése után, e példányok geolokátorainak adatait tudták a kutatás résztvevői letölteni és megismerni. Az így nyert adatokból napi lebontásban megállapíthatóvá vált a napkelték és napnyugták időpontja, a nappalok és éjszakák hossza, és így 200–300 kilométer pontossággal meg lehetett határozni, hogy milyen földrajzi hosszúságon és szélességen volt a madár az adott napon.

## Főbb publikációi
- Szép T. 1995. Relationship between West-African rainfall and the survival of Central-European sand martins Riparia riparia. IBIS 137: (2)162-168. IF: 0.850
- Báldi András–Moskát Csaba–Szép Tibor: Madarak; Mondat, Bp., 1997
- Szép T, Møller AP. 1999. Cost of parasitism and host immune defence in the sand martin Riparia riparia: a role for parent-offspring conflict? OECOLOGIA 119: (1)9-15. IF: 2.159
- Møller AP, Szép T. 2002. Survival rate of adult barn swallows Hirundo rustica in relation to sexual selection and reproduction. ECOLOGY 83: (8)2220-2228. IF: 3.918
- Szép T, Møller AP, Vallner J, Kovács A, Norman D. 2003. Use of trace elements in feathers of sand martin Riparia riparia for identifying moulting areas. J AVIAN BIOL 34: (3)307-320. IF: 1.472
- 2001 bird numbers. Monitoring for nature conservation. Proceedings of the International Conference of the European Bird Census Council : Nyíregyháza, 26th-31st of March 2001; szerk. Szép Tibor, Mike Blair, Báldi András; BirdLife Hungary, Bp., 2003
- Saino N, Szép T, Romano M, Rubolini D, Spina F, Møller AP. 2004. Ecological conditions during winter predict arrival date at the breeding quarters in a trans-Saharan migratory bird. ECOL LETT 7: (1)21-25. IF: 3.914
- Møller AP, Mousseau TA, Milinevsky G, Peklo A, Pysanets E, Szép T. 2005. Condition, reproduction and survival of barn swallows from Chernobyl. J ANIM ECOL 74: (6)1102-1111. IF: 3.399
- Møller AP, Szép T. 2005. Rapid evolutionary change in a secondary sexual character linked to climatic change. J EVOLUTION BIOL 18: (2)481-495. IF: 3.332
- Pauliny A, Wagner RH, Augustin J, Szép T, Blomqvist D. 2006. Age-independent telomere length predicts fitness in two bird species. MOL ECOL 15: (6)1681-1687. IF: 4.825
- Szép T, Hobson KA, Vallner J, Piper SE, Kovács B, Szabó DZ, Møller AP. 2009. Comparison of trace element and stable isotope approaches to the study of migratory connectivity: an example using two hirundine species breeding in Europe and wintering in Africa. J ORNITHOL 150: (3)621-636. IF: 1.476
- Szabó ZD, Szép T. 2010. Breeding dispersal patterns within a large Sand Martin (Riparia riparia) colony. J ORNITHOL 151: (1)185-191, IF: 1.476*
- Møller AP, Szép T. 2011. The role of parasites in ecology and evolution of migration and migratory connectivity. J ORNITHOL. 152:141-150.
- Stephens P A, Mason L R, Green R E, Gregory R D, Sauer J R, Alison J, Aunins A, Brotons L, Butchart S H M, Campedelli T, Chodkiewicz T, Chylarecki P, Crowe O, Elts J, Escandell V, Foppen R P B, Heldbjerg H, Herrando S, Husby M, Jiguet F, Lehikoinen A, Lindström Å, Noble D G, Paquet J Y, Reif J, Sattler T, Szép T,  Teufelbauer N, Trautmann S, van Strien A J, van Turnhout C A M, Vorisek P, Willis S G. 2016. Consistent response of bird populations to climate change on two continents. SCIENCE 352: 84-87.
- Szép T, Liechti F, Nagy K, Nagy Zs, Hahn S. 2017. Discovering the migration and non-breeding areas of Sand Martins and House Martins breeding in the Pannonian basin (central-eastern Europe). Journal of Avian Biology 48: 114-122.

## Díjai, elismerései, ösztöndíjai
- Magyary Zoltán posztdoktori ösztöndíj (1997–1999)
- Fődíj a Junior Chamber Magyarország "Tíz kiemelkedő fiatal" pályázatán, Tudományos Eredmények kategóriában (1998)
- Chernel István-emlékérem, a Magyar Madártani és Természetvédelmi Egyesület díja, ornitológiai és természetvédelmi munkájáért (1998)
- Széchenyi professzori ösztöndíj (2000-2004)
- Petényi Salamon János-emlékérem, a Magyar Madártani és Természetvédelmi Egyesület díja, ornitológiai kutatómunkájáért (2001)
- Mestertanár Aranyérem, OTDK (2007)
- Tudományért-Művészetért kitüntetés, Nyíregyházi Főiskola (2008)
- Inczédy György életműdíj (2016)
- Keve András-díj (2019)
- Szabolcs-Szatmár-Bereg vármegyei Prima díj (2023)[4]

## Szakmai szervezetekben viselt tagságai
- Magyar Tudományos Akadémia Ökológiai bizottságának tagja
- MTA Debreceni Akadémiai Bizottság, Természetvédelmi bizottság
- Magyar Ökológusok Tudományos Egyesülete
- British Ecological Society
- Aquila ornitológiai tudományos folyóirat szerkesztőbizottsága

## Magánélete
Nős, két gyermek édesapja.